# Saint-Simon (Aisne)
Saint-Simon ist eine französische Gemeinde mit 598 Einwohnern (Stand 1. Januar 2022) im Département Aisne in der Region Hauts-de-France; sie gehört zum Arrondissement Saint-Quentin, zum Kanton Ribemont und zum Gemeindeverband Saint-Quentinois.

## Lage
Die Gemeinde Saint-Simon, etwa 13 Kilometer südwestlich von Saint-Quentin gelegen, wird vom Canal de Saint-Quentin durchquert, von dem hier auch der Canal de la Somme abzweigt. Nachbargemeinden von Saint-Simon sind Artemps im Norden und Nordosten, Clastres im Osten, Flavy-le-Martel im Südosten, Annois im Süden, Ollezy im Südwesten sowie Tugny-et-Pont im Westen und Nordwesten.

## Bevölkerungsentwicklung
| Jahr                       | 1962 | 1968 | 1975 | 1982 | 1990 | 1999 | 2006 | 2016 | 2022 |
| Einwohner                  | 606  | 564  | 530  | 600  | 687  | 651  | 642  | 633  | 598  |
| Quellen: Cassini und INSEE |      |      |      |      |      |      |      |      |      |

## Sehenswürdigkeiten
- Kirche Notre-Dame
- Wasserturm
- Autorennstrecke auf einem ehemaligen Militärflugplatz

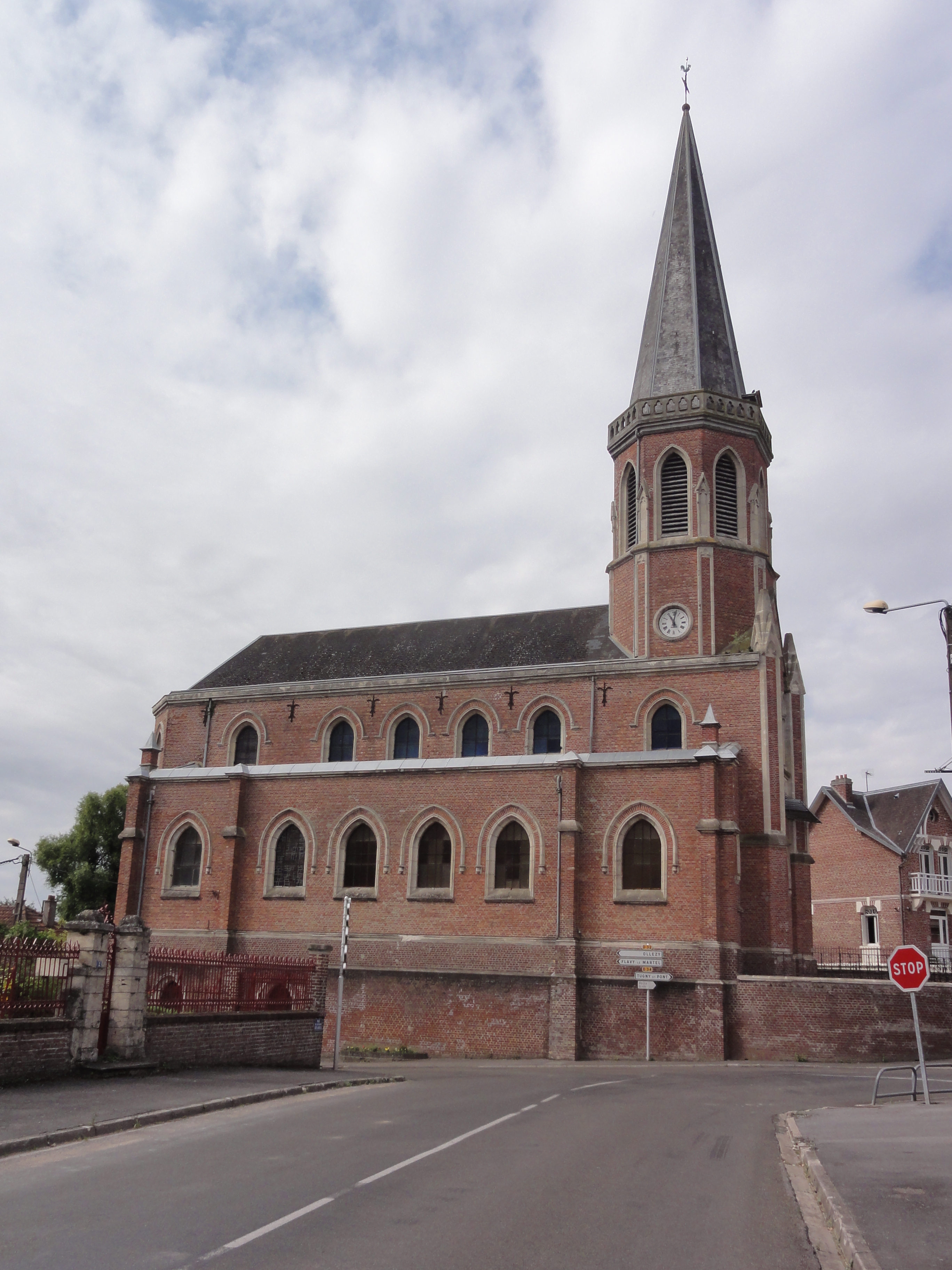
Kirche Notre-Dame
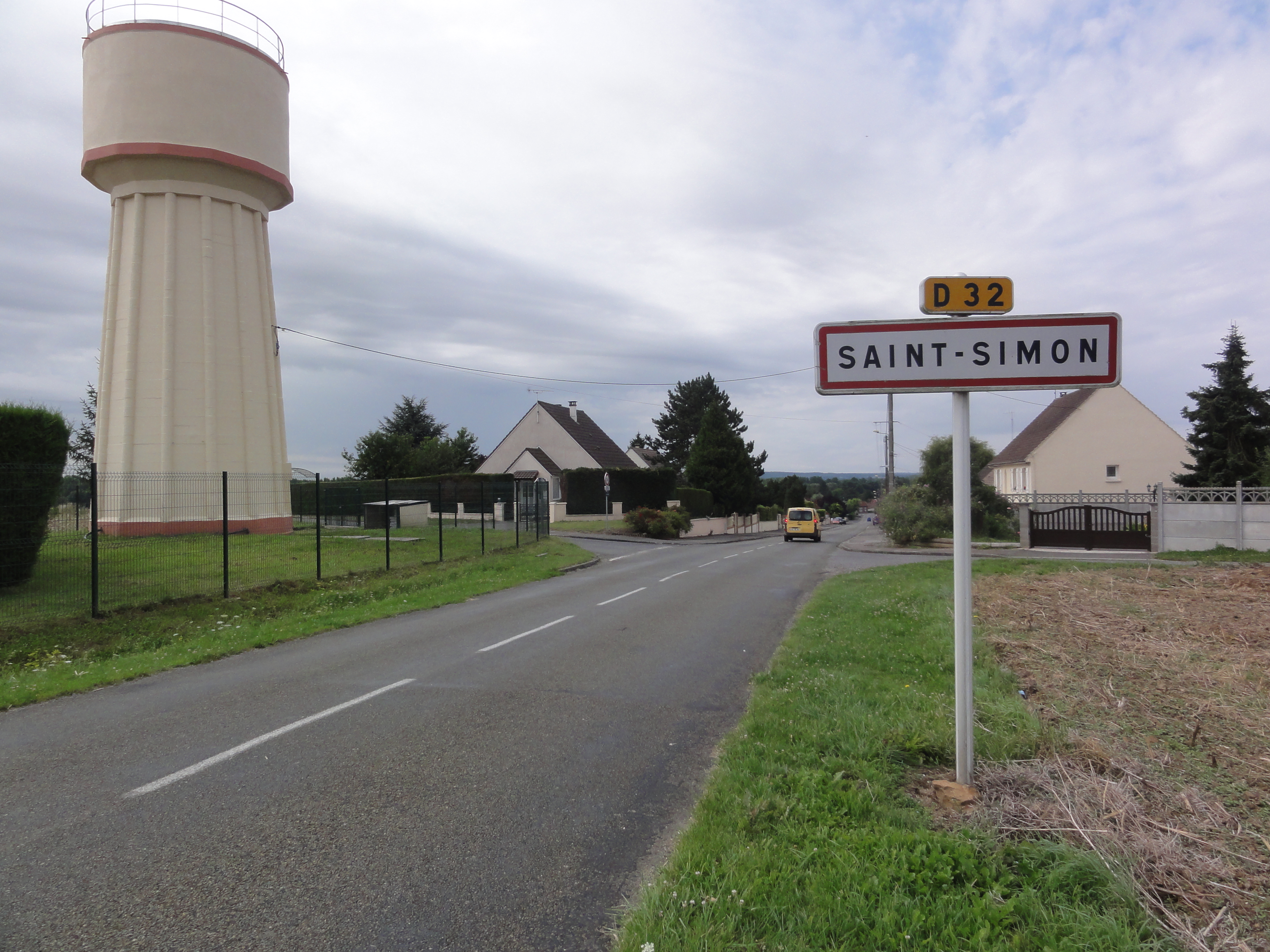
Wasserturm
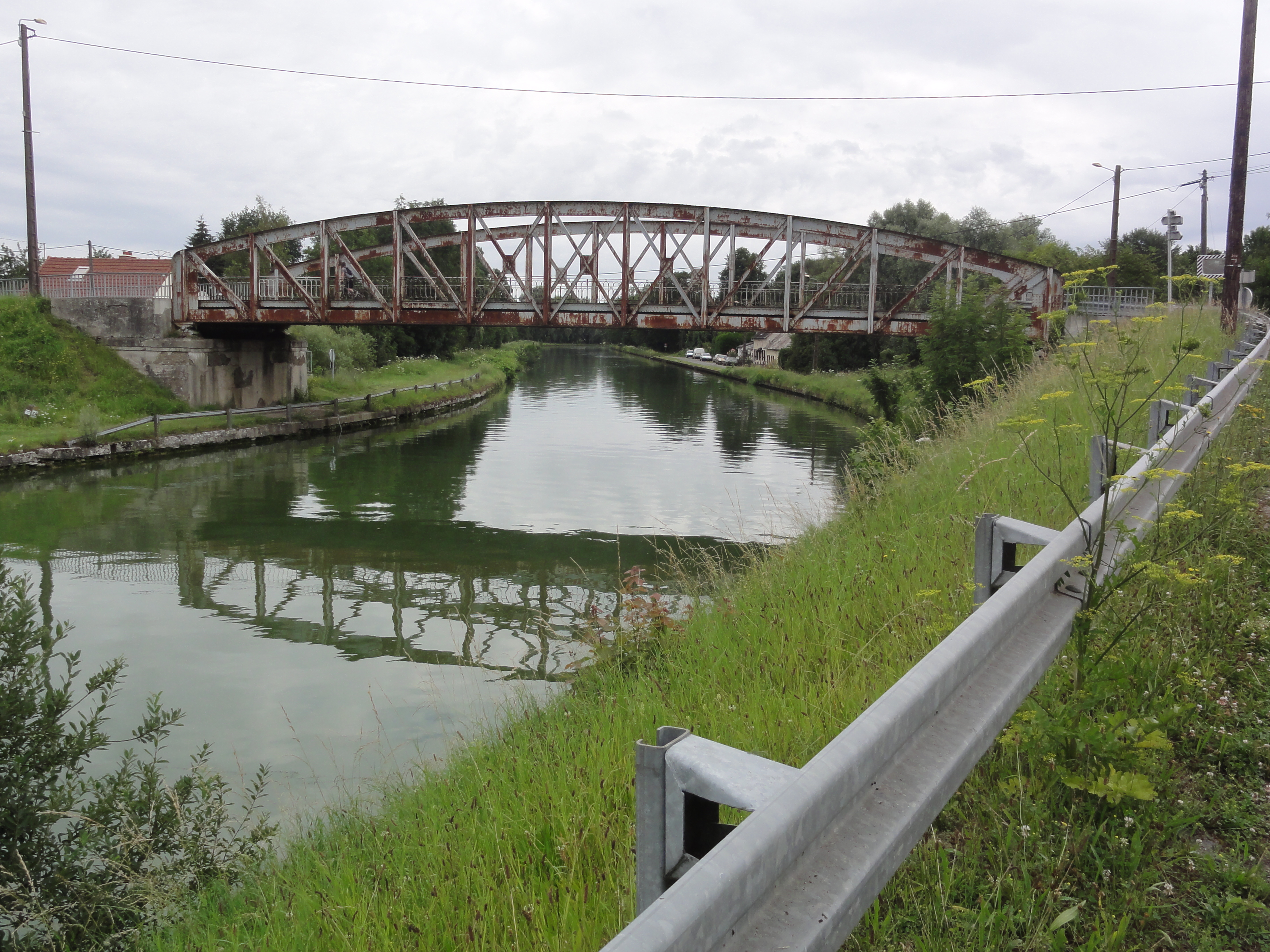
Brücke über den Canal de Saint-Quentin
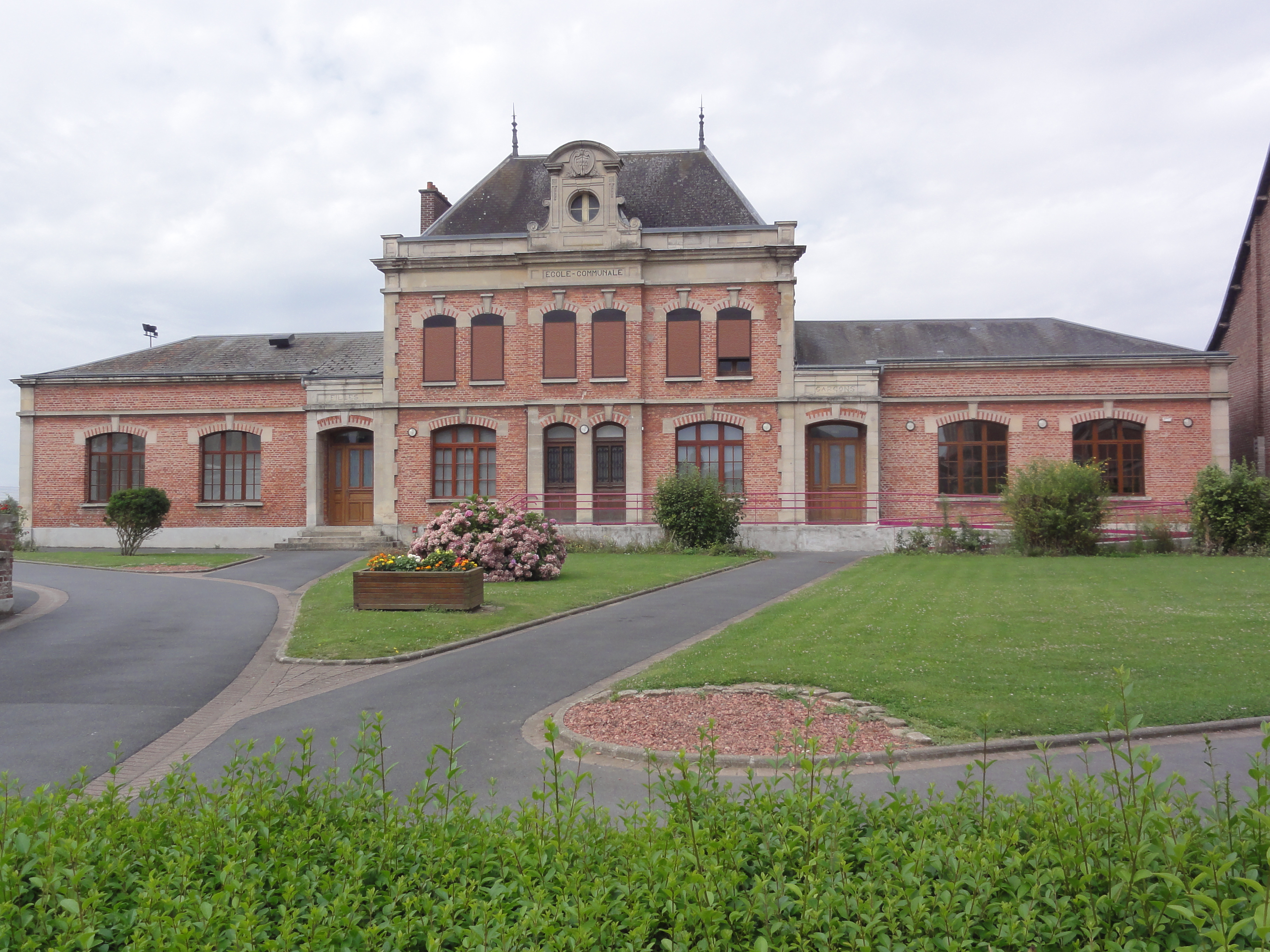
Schule
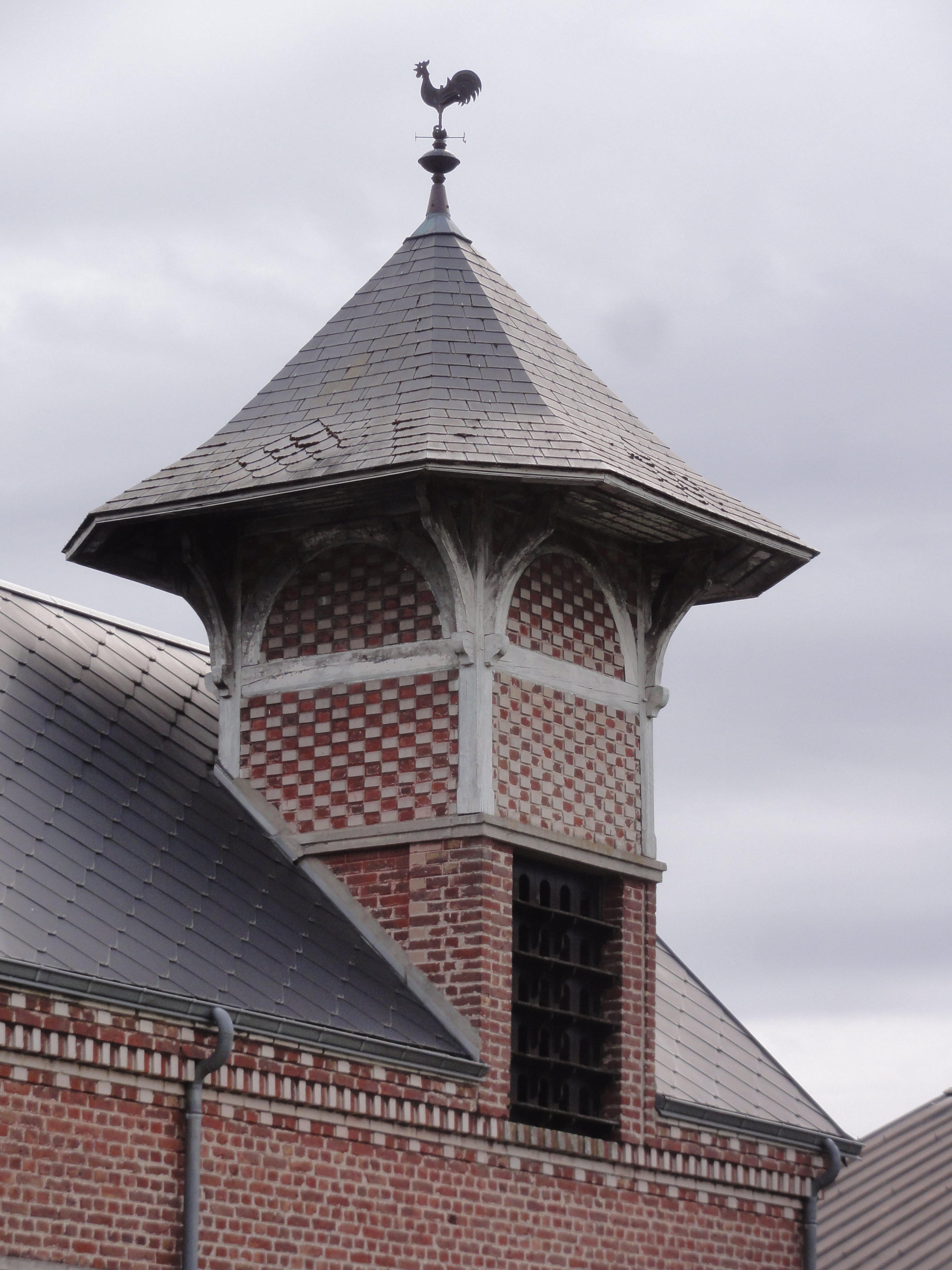
Taubenturm
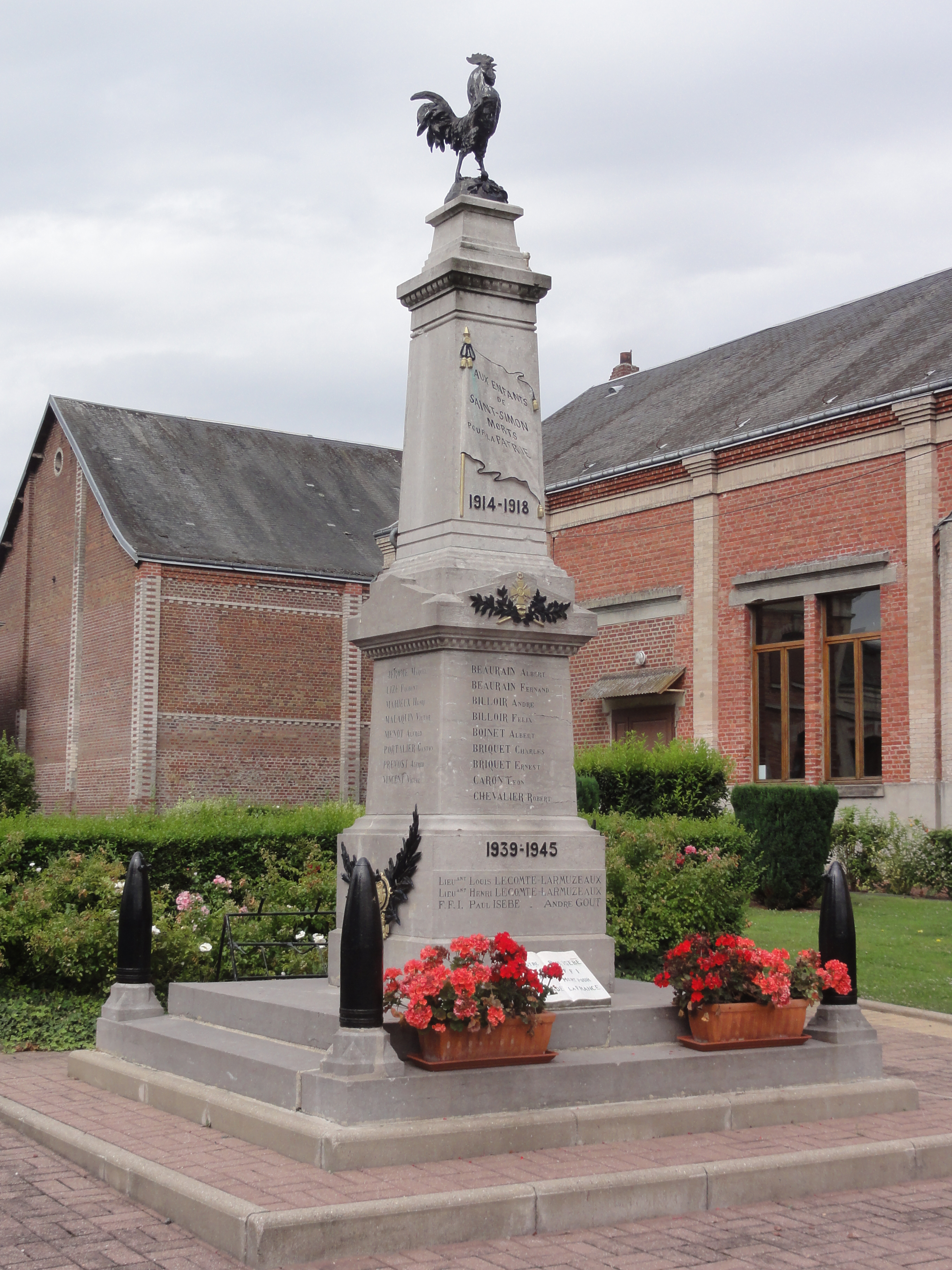
Gefallenendenkmal

## Persönlichkeiten
- Louis de Rouvroy, duc de Saint-Simon (1675–1755), Politiker und Schriftsteller
- Maximilien-Henri de Saint-Simon (1720–1799), Schriftsteller
- Claude Henri de Rouvroy de Saint-Simon (1760–1825), Journalist, Frühsozialist